# Ozero Sineje
Ozero Sineje (ryska: Озеро Синее) är en sjö i Belarus.   Den ligger i voblasten Minsks voblast, i den centrala delen av landet, 40 km söder om huvudstaden Minsk. Ozero Sineje ligger 174 meter över havet.
I omgivningarna runt Ozero Sineje växer i huvudsak blandskog. Runt Ozero Sineje är det ganska glesbefolkat, med 28 invånare per kvadratkilometer.